# Сан Пабло Гелатао
Сан Пабло Гелатао (на испански: San Pablo Guelatao) е град в Южно Мексико, щат Оахака. Разположен е на 55 km северно от град Оахака де Хуарес, в подножието на планината Южна Сиера Мадре. Населението на града е 517 души (по данни от 2010 г.), предимно сапотеки.
Гелатао е известен като родното място на мексиканския политик и национален герой Бенито Хуарес (1806 – 1872). В неговата младост той представлява село с около 100 жители. Днес там има малък музей, посветен на Хуарес.